# ガブリエル・スアソ
ガブリエル・アロンソ・スアソ・ウルビナ（Gabriel Alonso Suazo Urbina, 1997年8月9日 - ）は、チリ・首都州サンティアゴ出身のサッカー選手。プリメーラ・ディビシオン・セビージャFC所属。ポジションはDF。

## クラブ経歴

### コロコロ
幼少期からCSDコロコロユースチームでプレーした後、2015年にトップチームに昇格。7月19日の国内カップ戦コパ・チレのデポルテス・コンセプシオン戦でプロデビューを果たした。以降9シーズンにわたりコロコロの中心選手として活躍。

### トゥールーズFC
2023年1月16日、トゥールーズFCと3年半の契約を締結。加入1年目の2022-23シーズンはクープ・ドゥ・フランス優勝を経験。2023-24シーズンもリーグ戦31試合に出場するなど活躍し、2024年6月にはエヴァートンFCからの関心が報じられた。

### セビージャFC
2025年7月12日、セビージャFCに移籍した。

## 代表経歴
コパ・アメリカ・センテナリオを目前に迎えた2016年5月に、ユース世代の代表を経験することのないままチリ代表に選出されたものの、本大会の代表からは落選。翌2017年に2017 南米ユース選手権にU-20代表で出場。6月のブルキナファソ戦で代表デビュー。2024年6月にコパ・アメリカ2024の代表に選出。グループリーグ初戦のペルー戦0-0で引き分けると、第2戦のアルゼンチン戦では、前半戦にリオネル・メッシに激しいタックルを見舞い、同じく前半戦で相手MFロドリゴ・デ・パウルに踏み付けられるなど。激しい応酬の末0-1で敗戦。3戦目のカナダ戦では、スアソ自身が前半26分までに2枚のイエローカードを受けて退場処分。試合は0-0で終わりグループリーグ敗退に終わった。